# Arboga kök

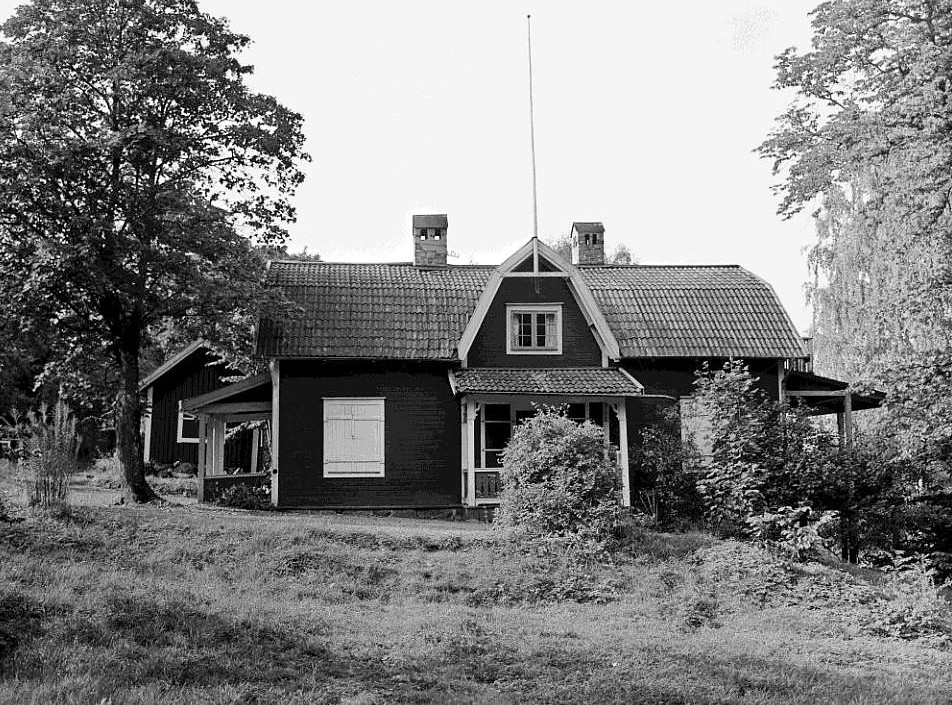
Arboga kök, huvudbyggnad 1962.

Arboga kök var en sjökrog i närheten av Sätra varv i stadsdelen Skärholmen, södra Stockholm. Huset byggdes troligen 1829 och brann ner 1967. 

## Historik

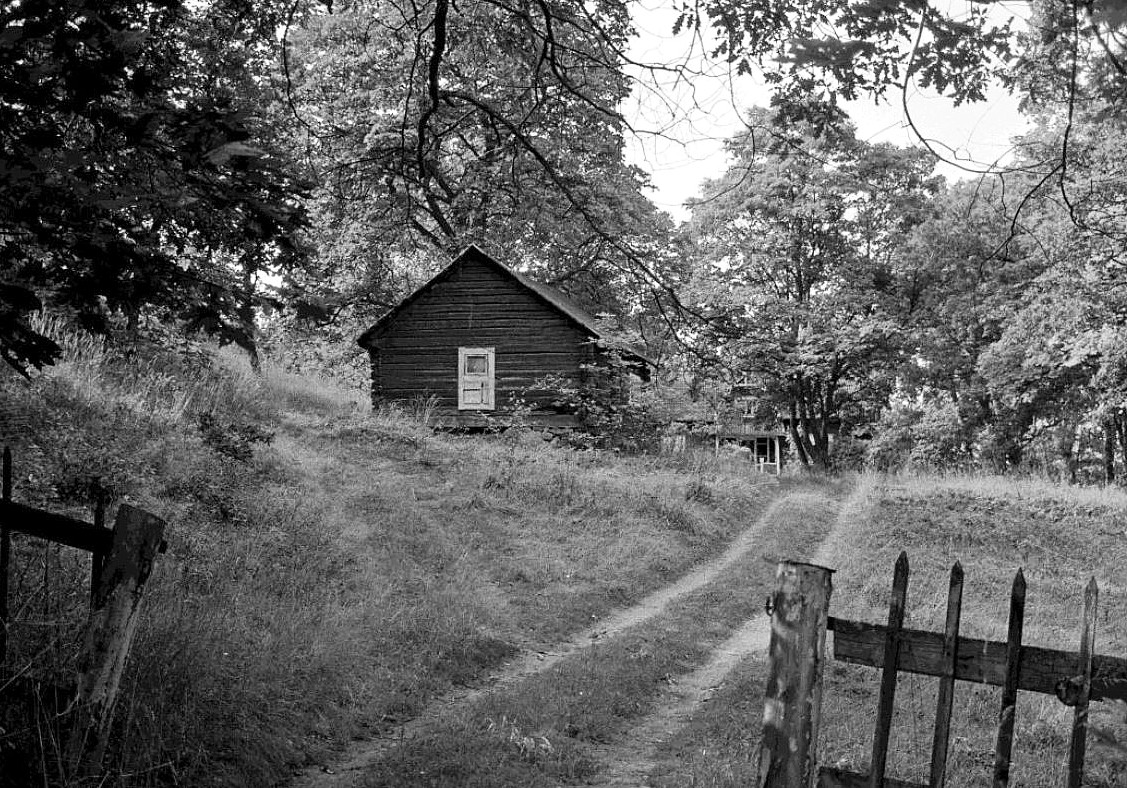
Arboga köks ladugård, 1962.

Arboga kök var en av sjökrogarna som låg längs Mälarens inlopp in till Stockholm, bland dem fanns även Råstock, Klubbensborg och Ekensberg. Namnet “Arboga kök” härrör enligt folklivsforskaren Sigurd Erixon från den ångbåtstrafiken mellan Arboga och Stockholm som saknade restauration ombord “…vardan passagerarna brukade intaga sina måltider i land och på detta ställe”. Krogen uppfördes 1829, krögare vid den tiden var Nils Nilsson med hustru Maria.
Byggnaden var ett rödmålat trähus med brutet tak och en liten vindsvåning. Senare tillbyggdes verandor på gavlarna. En bit söder upp i backen låg en kallmurad jordkällare och i öster längs med promenadvägen ned mot Sätra varv låg en rödmålad knuttimrad mindre lagårdsbyggnad. Efter tiden som krog fungerade huset som boningshus och därefter som sommarstuga. I Stockholms Dagblad från juni 1867 kunde man läsa: Sommarnöje. Nu genast, vid Mälaren, 3 rum med kök. Daglig ångbåtskommunikation till staden med ångfartyget Sjöfröken.
År 1967 eldhärjades byggnaden efter att ha stått obebodd några år och revs senare. Idag återstår lämningar efter Arboga köks byggnader på ett område cirka 150x60-90 meter, bestående av husgrunder, murtegel, vägbank och trädgård. Dessa påträffades vid en särskild utredning år 2010 (fornlämning RAÄ-nummer: Stockholm 843).

## Nutida bilder

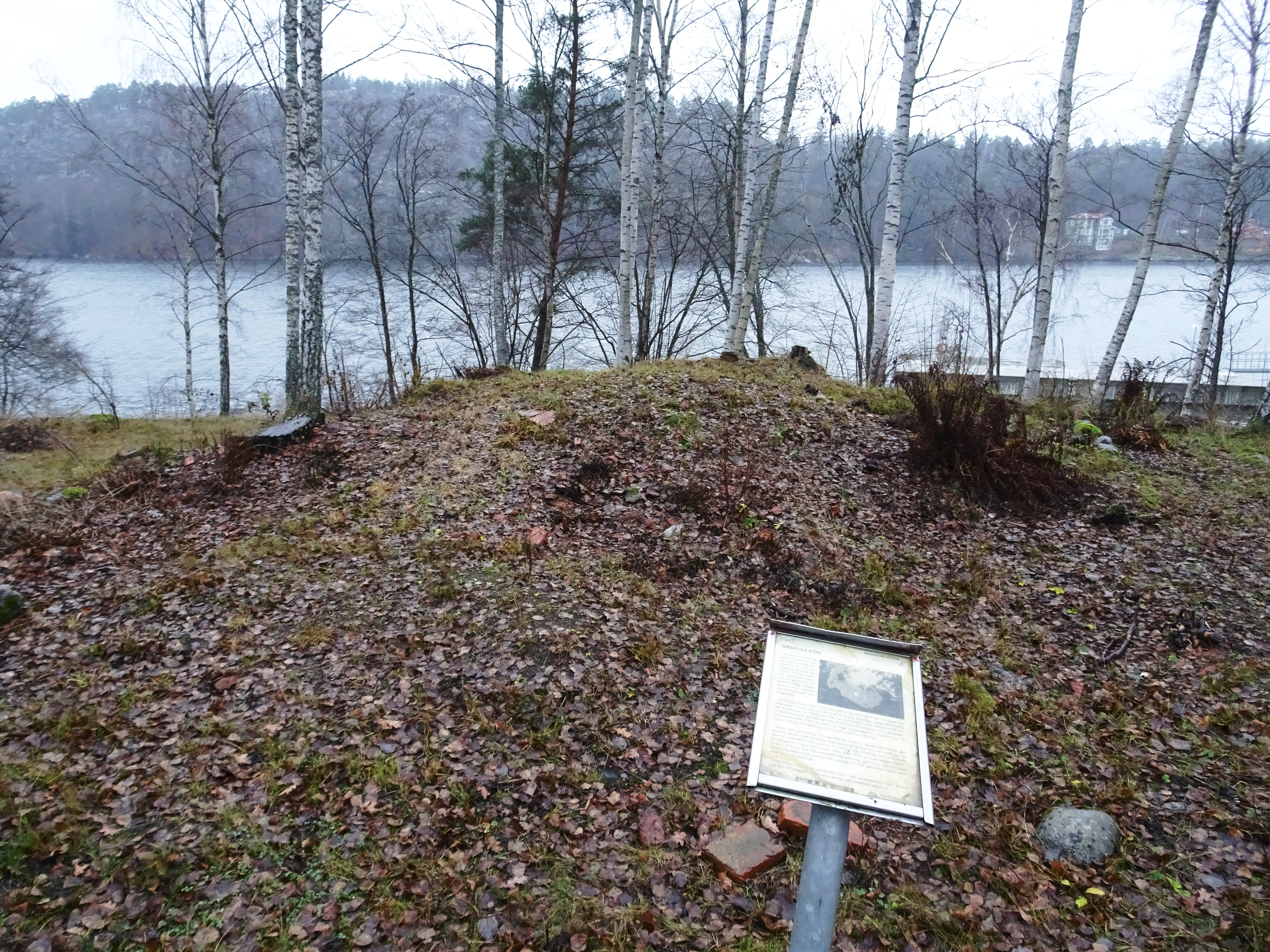
Lämningen efter huvudbyggnaden.
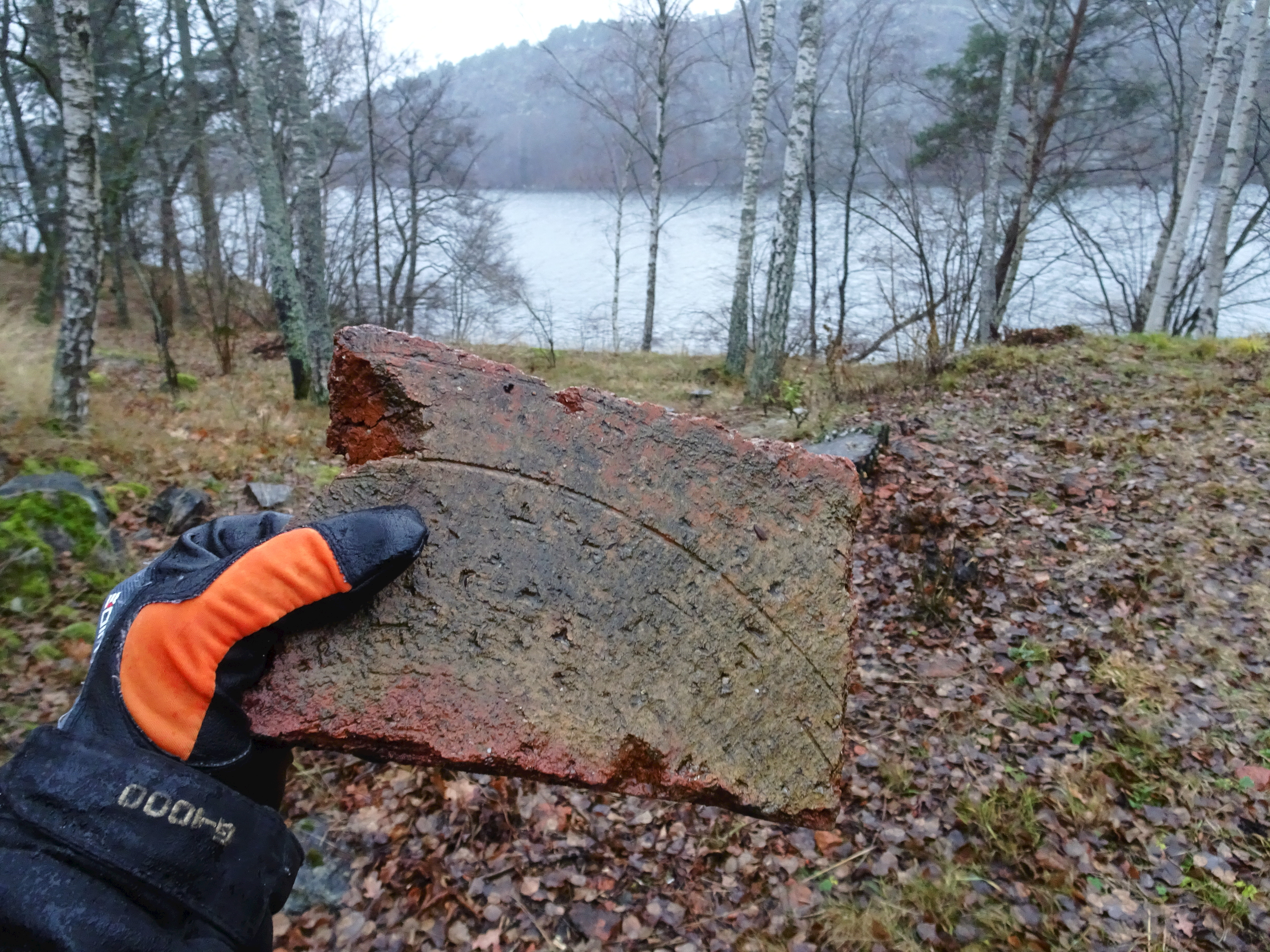
Murtegel efter huvudbyggnaden.
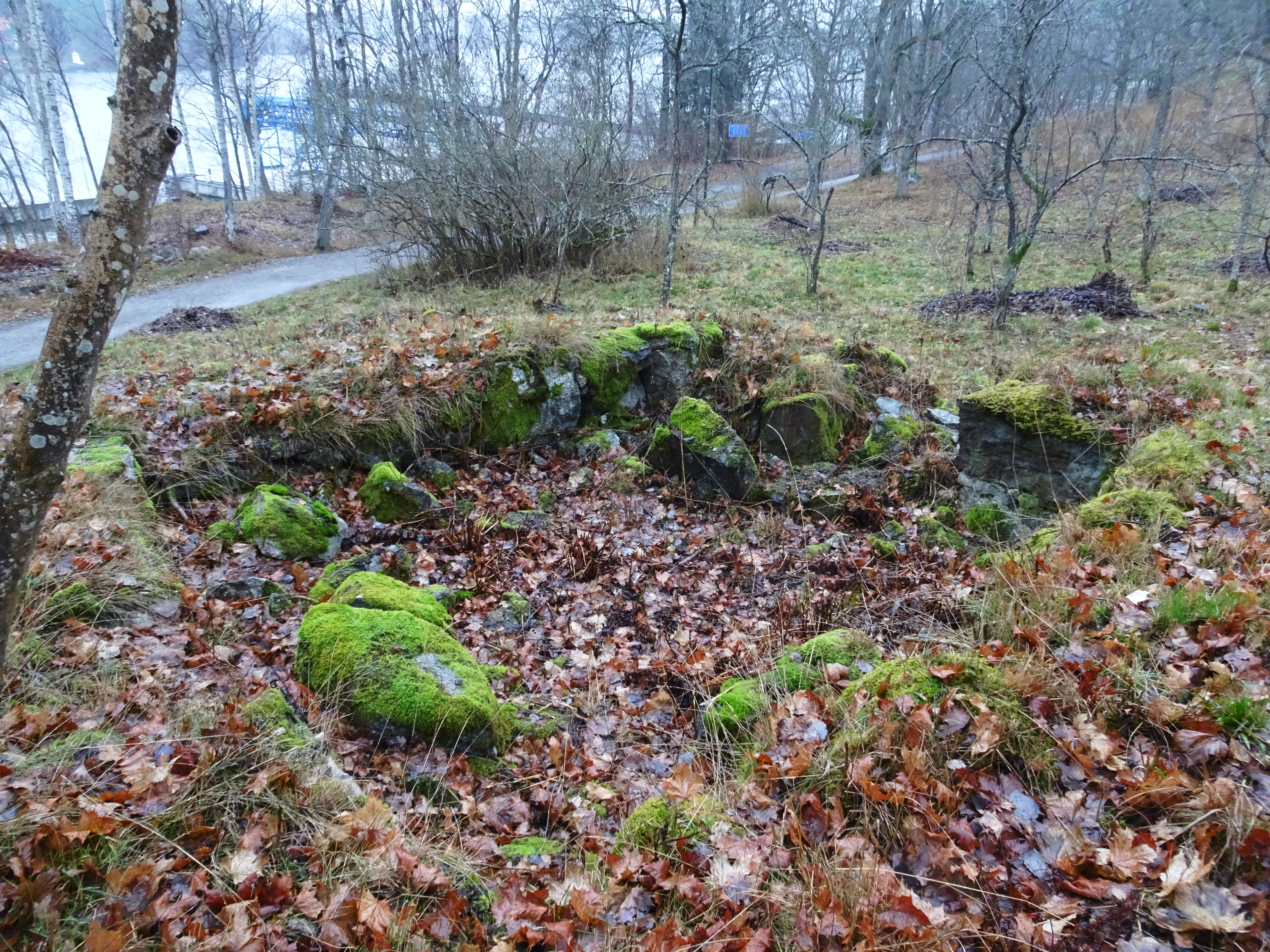
Grunden efter ladan.
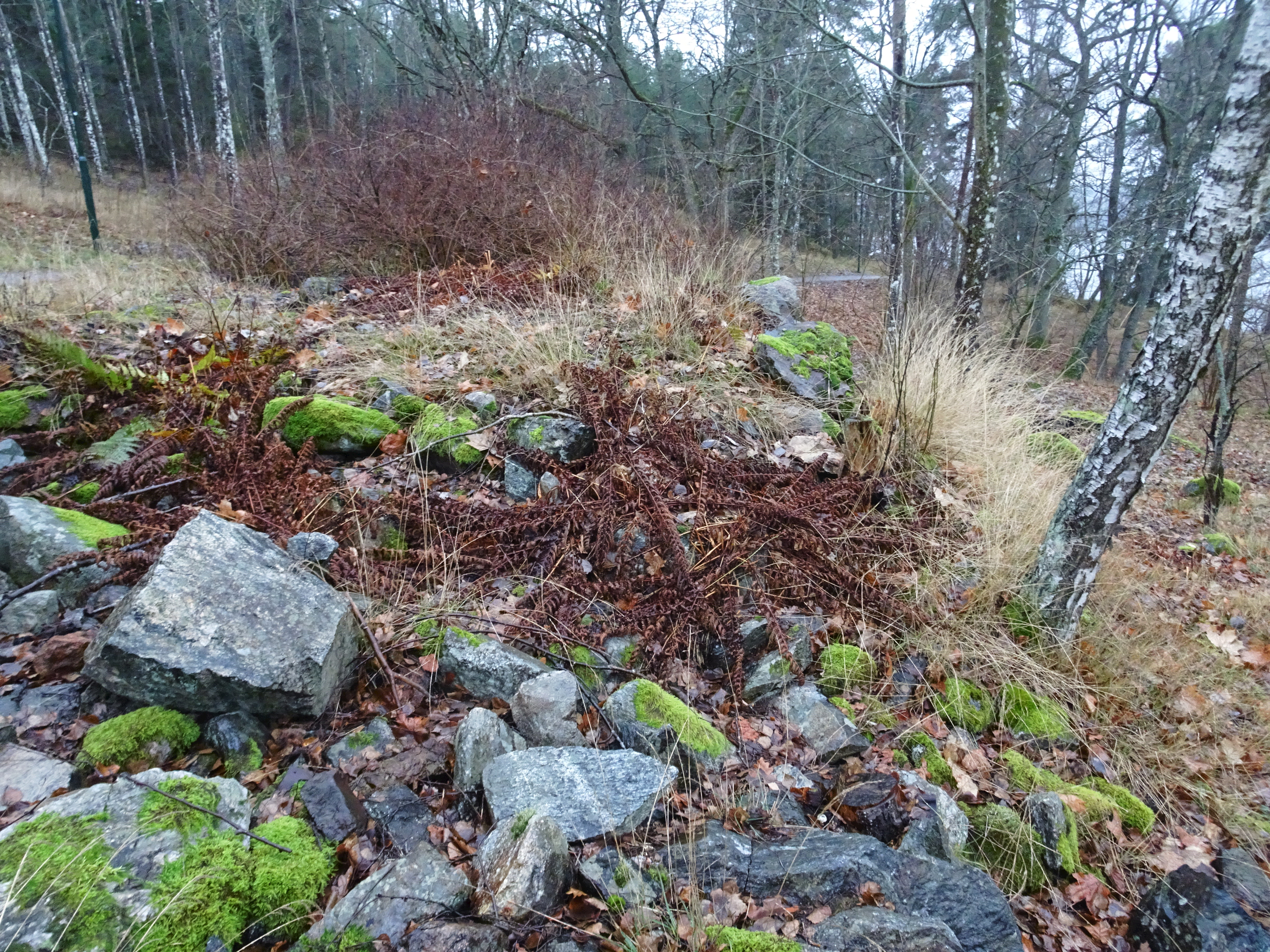
Lämning efter jordkällaren